# Ali Nesin
Hüseyin Ali Nesin (Istambul, 18 de novembro de 1957) é um matemático turco, especialista em pedagogia matemática.

## Formação e carreira
Filho de Aziz Nesin, frequentou a escola em Lausanne e estudou matemática em Paris (a partir de 1977 na Universidade Paris VII) e a partir de 1981 na Universidade Yale, onde obteve em 1985 um doutorado, orientado por Angus Macintyre, com a tese Groups of finite Morely rank. No pós-doutorado foi instrutor na Universidade da Califórnia em Berkeley, e em 1987/1988 professor assistente visitante na Universidade de Notre Dame. Em 1988 foi professor assistente, em 1991 professor associado e em 1996 professor na Universidade da Califórnia em Irvine. A partir de 1996 foi professor na Universidade Bilgi de Istambul.
Em 2018 recebeu o Prêmio Leelavati da União Internacional de Matemática (IMU) por méritos na popularização da matemática.